# روث آدم
روث آدم (بالإنجليزية: Ruth Adam)‏ (14 ديسمبر 1907 في المملكة المتحدة - 3 فبراير 1977، مرليبون في المملكة المتحدة)؛ كاتِبة وروائية بريطانية.

## روابط خارجية
- روث آدم على موقع IMDb (الإنجليزية)